# Hrabstwo Lawrence (Dakota Południowa)
Hrabstwo Lawrence (ang. Lawrence County) – hrabstwo w stanie Dakota Południowa w Stanach Zjednoczonych. Obszar całkowity hrabstwa obejmuje powierzchnię 800,31 mil² (2072,79 km²). Według szacunków United States Census Bureau w roku 2009 miało 23 498 mieszkańców.
Hrabstwo powstało w 1875 roku. Na jego terenie znajdują się następujące gminy (townships): Englewood i St. Onge.

## Miejscowości
- Central City
- Deadwood
- Lead
- Spearfish
- North Spearfish (CDP)
- Whitewood